# كيدز دبليو بي
كيدز دبليو بي، هي مجموعة برامج أمريكية للأطفال عرضت على شبكة دبليو بي من 9 سبتمبر 1995 إلى 16 سبتمبر 2006، ولاحقاً عرض على ذا سي دبليو من 23 سبتمبر 2006 إلى 17 مايو 2008. انطلقت في البداية كمنافس لفوكس كيدز، وكانت تعرض برامجها خلال فترات صباح يوم السبت وبعد انتهاء المدرسة، على الرغم من اختلاف الأوقات والبرامج على المستوى الإقليمي كشبكة تابعة. في عام 1997، اكتسبت المجموعة خلفية استوديو من وارنر براذرز.

## برامج القناة
- الضاحكون
- تايني تون
- سكوبي دو
- لوني تيونز
- توم وجيري